# Campo dos Afonsos
Campo dos Afonsos és un barri de la Zona Oest de classe mitjana del municipi del Rio de Janeiro, pertanyent la regió del Realengo, on es localitza la Base Aérea dos Afonsos - (BAAF/SBAF), base de la Força Aèria Brasilera establerta en la Guarnição da Aeronáutica dos Afonsos (GUARNAE-AF). El Campo dos Afonsos també és conegut com el bressol de l'aviació brasilera ja que la seva història es confon amb la història de l'aviació al Brasil. Va ser a partir de 1941, amb la creació de la FAB, que va passar a ser designat oficialment com Base Aérea dos Afonsos.
A més de la base aèria, el Campo dos Afonsos acull també altres òrgans de la FAB, com la Universidade de Força Aérea (Unifa), destinada la preparació d'oficials superiors i oficials generals, i el Museu Aeroespacial (Musal), amb més de 80 aeronaus històriques en exposició, entre altres atraccions.

## Història
Va ser en el Campo dos Afonsos que, l'octubre de 1911, va començar a funcionar la primera organització aeronáutica del Brasil, l'Aeroclube Brasil. Fundat per un grup de idealistes i entusiastes de l'aviació, el aeroclub tenia com a president honorari Alberto Santos Dumont i un dels socis era el tinent Ricardo Kirk, el primer oficial de l'Exèrcit i el segon militar brasiler a obtenir un títol de pilot d'avions.
Poc temps després, el 2 de febrer de 1914, va passar a acollir també la Escola Brasilera de Aviação - EBA, iniciativa d'un grup de aviadors italians i resultat d'un acord signat entre aquests i el llavors Ministeri de la Guerra (actual Ministeri de la Defensa) del Brasil. En la direcció de l'escola, actuant com a representant del ministeri, estava el tinent de la Marina de Brasil, Jorge Henrique Moller, el primer pilot brasiler titulat.
Amb l'eclosió de la Primera Guerra Mundial a Europa i el tancament de les activitats de l'empresa organitzada pels italians per a patrocinar l'EBA, el funcionament de l'escola es va fer problemàtic. La falta de instructors, de peces de recanvi, i una perturbadora seqüència d'accidents van dur al tancament de la Escola, el 18 de juliol de 1914, una mica més de cinc mesos després de la seva inauguració. Tot va ser lliurat llavors a l'Exèrcit Brasiler, que, per la seva banda, el va passar a l'Aeroclube do Brasil. Encara durant la Primera Guerra Mundial, el govern brasiler va negociar amb el govern francès l'enviament d'una missió militar, la denominada Missió Militar Francesa per a atuar en la instrucció de l'Exèrcit Brasiler en diversos nivells, també en la formació de pilots militars. Així, a mitjans de 1918, abans del final de la guerra, va arribar al Brasil una petita missió militar francesa i, el 29 de gener de 1919, va ser creada la Escola de Aviação Militar, que el 1941 es va convertir en Escola de Aeronáutica. El canvi de denominació, d'Escola de Aeronáutica a Academia da Força Aérea va ser el 1969 i, el 1971 l'AFA va ser traslladada a les seves noves i modernes instal·lacions en el Campo Fontenelle a Pirassununga, Estat de São Paulo.
El 1939, el Campo dos Afonsos va ser denominat 1º Corpo de Base Aèria, amb la creació del 1º Regimento de Aviação, 1º RAv. El 1941, amb la creació de la Força Aèria Brasilera, va passar a ser anomenada Base Aèria dos Afonsos - BAAF.